# Dilipa morgiana
Dilipa morgiana är en fjärilsart som beskrevs av John Obadiah Westwood 1850. Dilipa morgiana ingår i släktet Dilipa och familjen praktfjärilar. Inga underarter finns listade i Catalogue of Life.

## Bildgalleri

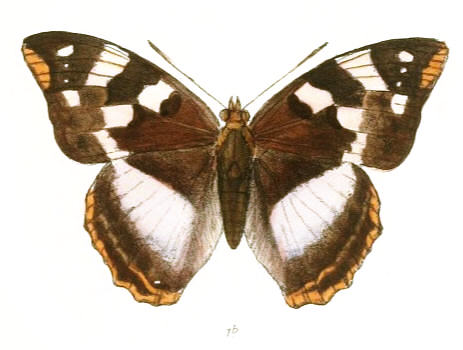
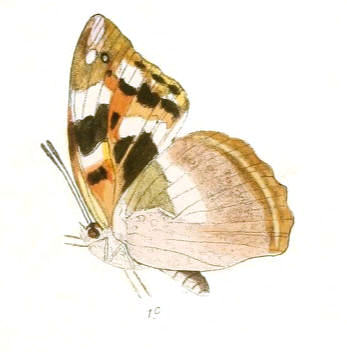
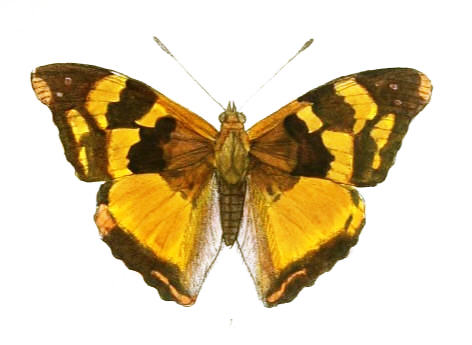
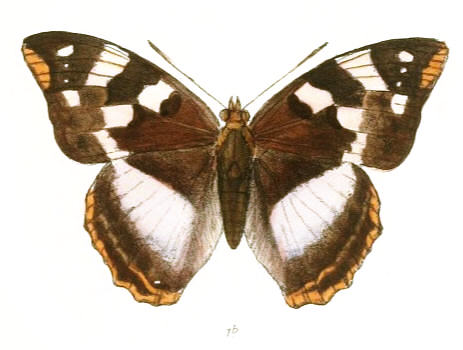
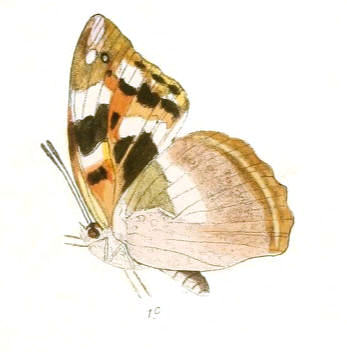